# Сиран (река)
Сиран (фр. Suran) је река у Француској. Дуга је 74 km. Улива се у Ен. 